# 羅德傑斯角
羅德傑斯角（英語：Rodgers Point），是南極洲的海岬，位於羅斯島，處於哈特角半島西部，處於諾布角東北面4.6公里，由新西蘭地理委員會命名，現時由南極條約體系管理。